# Vrnik
Koordinati:   42°56′16″N, 17°10′02″E
Vrnik je majhen  otoček z istoimenskim zaselkom v Jadranskem morju. Pripada Hrvaški.
Vrnik leži pred vhodom v zaliv Račišće v vzhodnem delu Pelješkog kanala pred vzhodno obalo Korčule, od katere je oddaljen okoli 0,5 km.
Njegova površina meri 0,282 km². Dolžina obalnega pasu, na katerem je nekaj manjših plaž, je 2,3 km. Najvišji vrh je visok 46 mnm. Zahodni del otočka ločuje od Korčule do 5 m globok preliv. Na severnem delu otočka, kjer je tudi zaselek, je manjši pomol, dolg 12 m. Globina morja pri pomolu je okoli 2 m.
Vrnik je znan po kvalitetnem kamnu, belem marmorju. Prav iz tega marmorja so bile zgrajene številne palače v Dubrovniku, Benetkah, kot tudi deli Cerkve svete Modrosti (Hagia Sophia) v Carigradu in Bele hiše v Washingtonu. V edinem otoškem zaseleku, ki ima majen pomol, živi le nekaj deset prebivalcev. Le ti se največ ukvarjajo predvsem s kamnoseštvom.